# François Aubry (architecte)
Pour les articles homonymes, voir François Aubry et Aubry.
Ne doit pas être confondu avec le général et homme politique François Aubry
François Aubry est un architecte et paysagiste français, né le 6 juillet 1841 à Rezé et mort le 22 août 1925 à Nantes. On lui doit des réalisations comme l’aménagement du quartier du Petit-Port à Nantes et du quartier Benoît à La Baule-Escoublac.

## Biographie
François Pierre Aubry naît le 6 juillet 1841 à Rezé (quartier Pont-Rousseau). Il est engagé volontaire durant la guerre franco-allemande de 1870, affecté à la défense de Paris.

## Œuvre architecturale
Durant la fin des années 1870 il dessine l’aménagement du quartier et du parc du Petit-Port à Nantes. Il est à l’origine, après 1880, du tracé de l’avenue des Lilas et de l’avenue des Ormes à La Baule-Escoublac, ainsi que d'un square et de tennis dans le quartier Benoît de La Baule. On lui doit également les plans de l’hôtel Mauspha en 1886, restauré en 1928 par Paul-Henri Datessen. Il dessine également les projets :
- la villa Le Bosphore (1895[3]) ;
- le café des Lilas (vers 1900[4]) ;
- la villa Le Calme et La Mélinière (en 1913[5]) ;
- la villa Chantecler (1910[6]) ;
- la villa Charmant Cottage (1906[7]) ;
- la villa La Cigogne (vers 1890[8]) ;
- la villa Clairette (1890[9]) ;
- la villa La Clairière (1925[10]) ;
- la villa La Favorite (vers 1905[11]) ;
- la villa Fleurs de Bretagne (1907[12]) ;
- la villa Les Fougères où il réside (vers 1900[13],[1]) ;
- la villa Les Glycines (1913[14]) ;
- la villa Ker Al Mel (vers 1913[15]) ;
- la villa Ker Anne Marie (vers 1910[16]) ;
- la villa Ker Cilette (1905[17]) ;
- la villa Ker Edmond (vers 1900[18]) ;
- la villa Ker Féline (1900[19]) ;
- la villa Ker Florence (en 1904[20]) ;
- la villa Ker Jeanne (en 1914[21]) ;
- la villa Ker Nitra (1900[22]) ;
- la villa Ker Nole (vers 1900[23]) ;
- la villa Ker Siana (vers 1913[24]) ;
- la villa Maison du Garde (vers 1900[25]) ;
- la villa La Malouine (en 1907[26]) ;
- la villa Marguerite Alice (vers 1900[27]) ;
- la villa Marjolaine (vers 1900[28]) ;
- la villa Marmadel (1930[29]) ;
- la villa Miarka (1890[30]) ;
- la villa Les Ormes (vers 1900[31]) ;
- la villa Pomponette (vers 1913[32]) ;
- la villa Les Pluviers (vers 1913[33]) ;
- la villa Les Prés Verts (vers 1910[34]) ;
- la villa Rose Effeuillée (1900[35]) ;
- la villa Rose Hill (1913[36]) ;
- la villa Les Rossignols et Les Fauvettes (1905[37]) ;
- la villa La Sauvagine (vers 1900[38]) ;
- la villa Sterenn Vor (1914[39]) ;
- la villa Les Surprises (vers 1900[40]) ;
- la villa Vert-Vert (vers 1890[41]).

Il conçoit en 1886 le dessin et l’aménagement du jardin des plantes de Saint-Nazaire et vers 1904 la maison Les Algues au Croisic.
Admis en 1924 à l’hospice Saint-Jacques de Nantes, il y décède le 22 août 1925.